# Interstate 55
Die Interstate 55 (Abkürzung I-55) ist Teil des Interstate-Highway-Netzes der Vereinigten Staaten. Ihre ungerade Nummerierung deutet an, dass sie in der Regel vom Norden nach Süden (und umgekehrt) verläuft. Sie verläuft von Laplace (etwa 40 km westlich von New Orleans), wo sie von der Interstate 10 abzweigt, nach Chicago, wo sie am McCormick Place auf den U.S. Highway 41 (Lake Shore Drive) stößt.
In der Metropolregion Chicago wird sie Adlai E. Stevenson Expressway genannt, zu Ehren eines wichtigen Politikers aus Illinois.  Bei St. Louis trägt eine Teilstrecke den Beinamen Rosa Parks Highway.
Der Abschnitt zwischen Chicago und St. Louis läuft parallel zur oder auf der Strecke des ehemaligen Route 66.

## Länge
| Bundesstaat | Meilen | km   |
| ----------- | ------ | ---- |
| Louisiana   | 66     | 107  |
| Mississippi | 290    | 471  |
| Tennessee   | 12     | 19   |
| Arkansas    | 72     | 117  |
| Missouri    | 210    | 340  |
| Illinois    | 313    | 507  |
|             |        |      |
| Gesamtlänge | 963    | 1561 |

## Wichtige Städte entlang der Route
- New Orleans (via Interstate 10)
- Hammond
- McComb
- Jackson
- Grenada
- Memphis
- Blytheville
- Sikeston
- Cape Girardeau
- St. Louis
- Springfield
- Southaven
- Bloomington/Normal
- Chicago

## Zubringer und Umgehungen
- Interstate 555 bei Jonesboro (geplant)
- Interstate 155 von Caruthersville nach Dyersburg
- Interstate 255 bei St. Louis
- Interstate 155 nach Peoria
- Interstate 355 bei Chicago